# Dithmar Huisman
Dithmar Huisman (auch: Ditmar Huijsman; * 19. November 1764 in Harderwijk; † 8. Januar 1822 in Utrecht) war ein niederländischer reformierter Theologe und Kirchenhistoriker.

## Leben

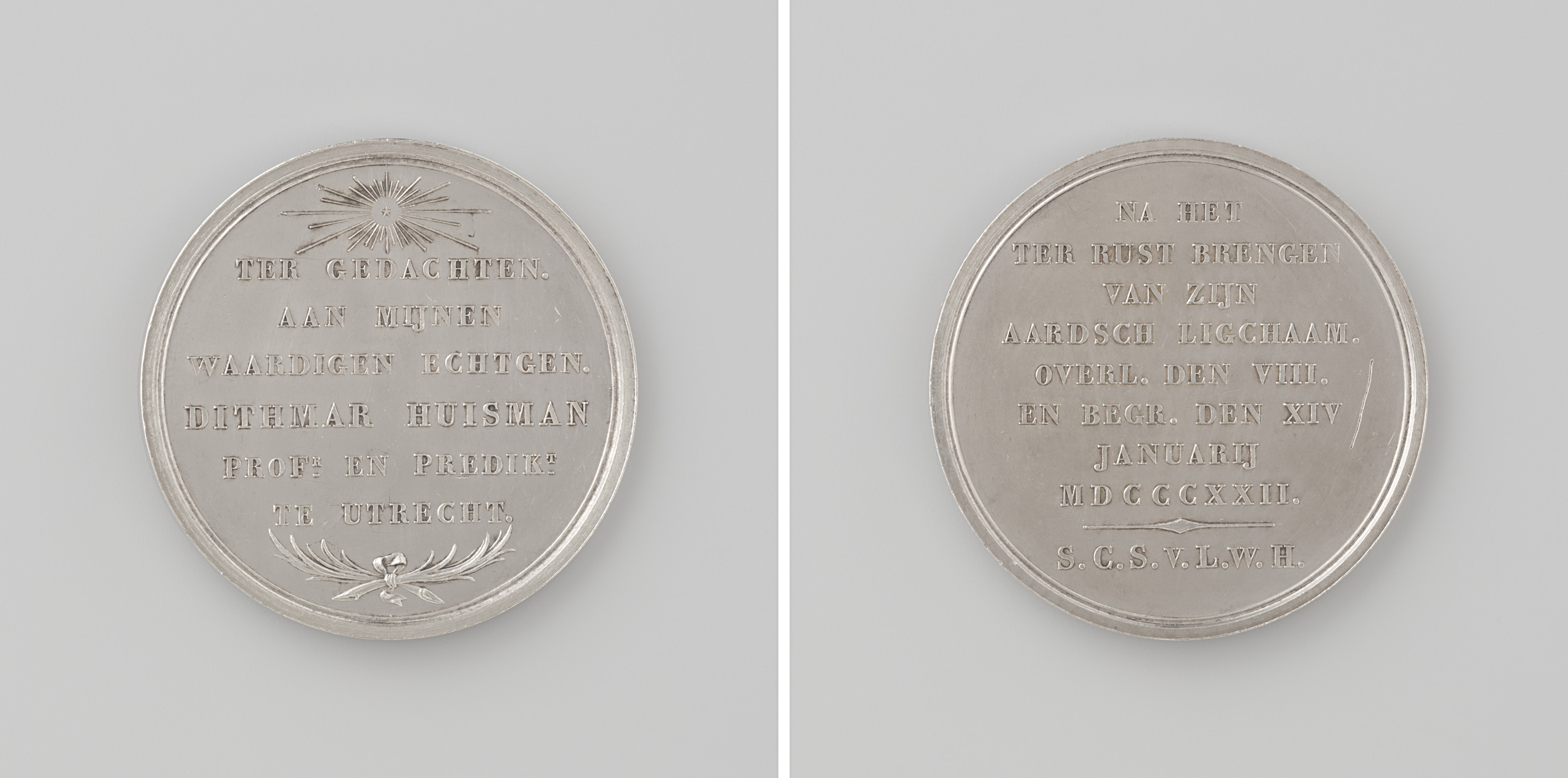
Erinnerung an Dithmar Huisman (1764–1822)

Der Sohn des Jan (Johan) Christiaan Huisman (1717–1788) und der Alberta Appeldoorn hatte nach dem Besuch des Gymnasiums Illustre seiner Geburtsstadt am 11. August 1778 ein Studium der Literatur und Philosophie an der Universität Harderwijk aufgenommen. Einige Jahre später hatte er dort mit der Abhandlung De felici hujus mundi necessitate (Harderwijk 1782) unter Bernardus Nieuhoff (1747–1831) zum Doktor der Philosophie promoviert. Danach scheint er sich theologischen Studien zugewendet zu haben, denn am 26. September 1785 schrieb er sich in die Matrikel der Universität Leiden als Student der Theologie ein. Am 1. April 1787 fand er als Pfarrer in Rijswijk (Gelderland) eine erste Wirkungsstätte, sein theoretisches Wissen im praktischen anzuwenden. In gleicher Eigenschaft als Pfarrer zog er am 2. August 1789 nach Apeldoorn, am 18. Juli 1802 nach Vlissingen und kam am 14. August 1803 als Pfarrer der Reformierten Gemeinde in Utrecht an.
In Utrecht scheint er so viel Eindruck gemacht zu haben, das sich am 19. März 1804 die Kuratoren der Universität Utrecht entschlossen ihn zum Professor der Ethik und Kirchengeschichte an die philosophische Fakultät zu berufen. Hier erhielt er 2. Juni 1804 die Doktorwürde er philosophischen Fakultät durch Johann Friedrich Hennert verliehen und trat das ihm übertragene Amt am 14. Juni 1804 mit der Rede De diversis, quae vera conciliat eruditio in vita hominum, tam privata quam publica commodis an. Er behielt jedoch weiter seine Pfarrstelle. In der Funktion als Hochschullehrer beteiligte er sich auch an den organisatorischen Aufgaben der Hochschule und wurde 1808/09 Rektor der Alma Mater, welches Amt er mit der Abhandlung Diversitas classis hominum et status constituit solum salutis humanae societas fundamentum niederlegte. Auch wurde er Mitglied der Gesellschaft der Künste und Wissenschaften in Utrecht. Eine kurze Vakanzzeit seiner Professur erlebte er 16. Oktober 1815 bis 6. November 1815, als die Universität geschlossen wurde.
Er hatte am 22. Oktober 1812 in Utrecht Suze Christina Strick van Linschoten (* 1772; † 13. April 1823 in Utrecht), die Tochter des Johan Balthasar Strick van Linschoten und der Charlotta Martha van Utenhove, geheiratet. Kinder aus der Ehe sind nicht bekannt.

## Weblink
- Catalogus Professorum Academiae Rheno-Traiectinae